# Rose Abdoo
Rose Marie Abdoo (Chicago, 28 novembre 1962) è un'attrice statunitense.

## Filmografia parziale

### Attrice

#### Cinema
- Il matrimonio del mio migliore amico (My Best Friend's Wedding), regia di P. J. Hogan (1997)
- U.S. Marshals - Caccia senza tregua (U.S. Marshals), regia di Stuart Baird (1998)
- Insieme per caso (Unconditional Love), regia di P. J. Hogan (2002)
- 40 anni vergine (The 40 Year-Old Virgin), regia di Judd Apatow (2005)
- Good Night, and Good Luck., regia di George Clooney (2005)
- I Want Someone to Eat Cheese With, regia di Jeff Garlin (2006)
- Relative Strangers - Aiuto! sono arrivati i miei (Relative Strangers), regia di Greg Glienna (2005)
- 5 appuntamenti per farla innamorare (I Hate Valentine's Day), regia di Nia Vardalos (2009)
- Ufficialmente bionde (Legally Blondes), regia di Savage Steve Holland (2009)
- Bad Teacher - Una cattiva maestra (Bad Teacher), regia di Jake Kasdan (2011)
- Cake, regia di Daniel Barnz (2014)
- Other People, regia di Chris Kelly (2016)
- Barb e Star vanno a Vista Del Mar (Barb & Star Go to Vista Del Mar), regia di Josh Greenbaum (2021)

#### Televisione
- Una mamma per amica (Gilmore Girls) - serie TV, 23 episodi (2002-2007)
- Raven (That's So Raven) - serie TV, 9 episodi (2003-2006)
- A passo di danza (Bunheads) - serie TV, 7 episodi (2012-2013)
- Psych - serie TV, episodio 8x07 (2013)
- Parenthood - serie TV, 6 episodi (2012-2014)
- Shameless - serie TV, 2 episodi (2013-2014)
- Garfunkel and Oates - serie TV, episodio 1x05 (2014)
- Castle - serie TV, episodio 7x01 (2014)
- Grey's Anatomy - serie TV, episodio 11x05 (2014)
- The Comeback - serie TV, 3 episodi (2014)
- Major Crimes - serie TV, episodio 3x16 (2014)
- The Odd Couple - serie TV, episodio 1x11 (2015)
- Non sono stato io (I Didn't Do It) - serie TV, episodio 2x13 (2015)
- The Grinder - serie TV, 2 episodi (2015)
- Scandal - serie TV, 4 episodi (2015)
- Veep - Vicepresidente incompetente (Veep) - serie TV, 2 episodi (2016)
- Mike & Molly - serie TV, episodio 6x12 (2016)
- Una mamma per amica - Di nuovo insieme (Gilmore Girls: A Year in the Life) - serie TV, 4 episodi (2016)
- Shut Eye - serie TV, episodio 1x09 (2016)
- Dr. Ken - serie TV, episodio 2x11 (2016)
- Criminal Minds - serie TV, episodio 13x03 (2017)
- Hacks - serie TV, 8 episodi (2021-2022)

### Doppiatrice

#### Cinema
- Hotel Transylvania, regia di Genndy Tartakovsky (2012)
- Hotel Transylvania 2, regia di Genndy Tartakovsky (2015)

#### Televisione
- Sofia la principessa (Sofia the First) - serie TV, episodio 2x03 (2014)

## Doppiatrici italiane
Nelle versioni in italiano delle opere in cui ha recitato, Rose Abdoo è stata doppiata da:
- Alessandra Cassioli in Una mamma per amica (st. 2-3), Psych, Una mamma per amica - Di nuovo insieme
- Alessandra Chiari in Una mamma per amica (st. 4-7), Castle
- Alessandra Korompay in Good Night, and Good Luck, Reboot
- Tenerezza Fattore in CSI: NY
- Emilia Di Pangrazio in Bad Teacher - Una cattiva maestra
- Benedetta Ponticelli in A passo di danza
- Laura Romano in Cake
- Aurora Cancian in Major Crimes
- Germana Pasquero in Scandal
- Paola Majano in NCIS: Los Angeles
- Nadia Perciabosco in How I Met Your Father